# North American A-36 Apache
Норт Америкэн A-36 Апач / Инвейдер (англ. North American A-36 Apache/Invader) — американский пикирующий бомбардировщик-штурмовик.
Создан в 1930-х годах. Первый полёт совершил в октябре 1942 года. Разработан и производился фирмой North American, на базе истребителя P-51 Mustang. Всего построено около 500 машин, из которых около 1/3 потеряно в боевых действиях.
Применялся ВВС США во время Второй мировой войны.

## Конструкция
Самолёт представлял собой моноплан, имевший цельнометаллическую конструкцию.

## Тактико-технические характеристики
- Модификация А-36А
- Размах крыла, 11.28 м
- Длина, 9.83 м
- Высота, 3.70 м
- Площадь крыла, м²
- Взлетная масса, 4535 кг
- Тип двигателя 1 ПД Allison V-1710
- Мощность, 1 х 1325 л.с
- Максимальная скорость, 587 км/ч
- Крейсерская скорость, 402 км/ч
- Практическая дальность, 885 км
- Максимальная скороподъемность, м/мин
- Практический потолок, 7650 м
- Экипаж : 1
- Вооружение: шесть 12.7-мм пулеметов и 2x227 кг бомб